# Administrative arrondissementer (Belgien)
Et arrondissement er et administrativ distrikt i Belgien, der svarer til de tidligere amter i Danmark. Hver provins er opdelt i en række arrondissementer, mens hvert arrondissement består af en række kommuner. Der er 43 administrative arrondissementer i Belgien. 
De belgiske rets- og politikredse (juriske arrondissementer) er delvist sammenfaldende med de  administrative arrondissementer.
Nabolandet Frankrig er også opdelt i arrondissementer.

## RegionenBruxelles
I hovedstaden er der 19 kommuner og et arrondissement (Arrondissement Brussel-Hoofdstad/Arrondissement administratif de Bruxelles-Capitale).

## RegionenFlandern
I den framske region (Vlaams Gewest) er der fem provinser og 22 arrondissementer.

### Provinsen Antwerpen
Provinsen Antwerpen er inddelt i tre administrative distrikter (Arrondissement Antwerpen,  Arrondissement Mechelen og Arrondissement Turnhout).

### Provinsen Limburg
Provinsen Limburg er inddelt i tre administrative distrikter (Arrondissement Hasselt,  Arrondissement Maaseik og Arrondissement Tongeren). 

### Provinsen Flamsk Brabant
Provinsen Flamsk Brabant er inddelt i to administrative distrikter ((Arrondissement Halle-Vilvoorde, der ligger omkring hovedstaden Bruxelles, og Arrondissement Leuven, der ligger øst for Bruxelles). 
I 1963–1971 var der et tredje administrativt distrikt i Flamsk Brabant. Det var Arrondissement Brussel-Randgemeenten, der omfattede seks kommuner ved grænsen mellem hovedstaden og Arrondissement Halle-Vilvoorde. 

### Provinsen Østflandern
Provinsen Østflandern er inddelt i seks administrative distrikter (Arrondissement Aalst, Arrondissement Dendermonde, Arrondissement Eeklo, Arrondissement Gent, Arrondissement Oudenaarde og Arrondissement Sint-Niklaas.

### Provinsen Vestflandern
Provinsen Vestflandern er inddelt i otte administrative distrikter (Arrondissement Brugge, Arrondissement Diksmuide, Arrondissement Ieper, Arrondissement Kortrijk, Arrondissement Oostende, Arrondissement Roeselare, Arrondissement Tielt og Arrondissement Veurne. 

## RegionenVallonien
I den vallonske region (Région wallonne (Waals Gewest)) er der fem provinser og 20 arrondissementer.

### Provinsen Hainaut
Provinsen Hainau er inddelt i syv administrative distrikter (Arrondissement administratif d'Ath, Arrondissement administratif de Charleroi, Arrondissement administratif de Mons, Arrondissement administratif de Mouscron, Arrondissement administratif de Soignies, Arrondissement administratif de Thuin og Arrondissement administratif de Tournai.

### Provinsen Vallonsk Brabant
I Provinsen Vallonsk Brabant er der 27 kommuner og et arrondissement (Arrondissement administratif de Nivelles).

### Provinsen Namur
Provinsen Namur er inddelt i tre administrative distrikter (Arrondissement administratif de Philippeville, Arrondissement administratif de Dinant og Arrondissement administratif de Namur.

### Provinsen Liège
Provinsen Liège er inddelt i fire administrative distrikter (Arrondissement administratif de Huy, Arrondissement administratif de Liège, Arrondissement administratif de Waremme og Arrondissement administratif de Verviers/Bezirk Verviers (delt i Verviers retskreds (fransktalende) og Eupen retskreds (tysktalende)).

### Provinsen Luxembourg
Provinsen Luxembourg er inddelt i fem administrative distrikter (Arrondissement administratif d'Arlon, Arrondissement administratif de Bastogne, Arrondissement administratif de Marche-en-Famenne, Arrondissement administratif de Neufchâteau og Arrondissement administratif de Virton Virton.